# Murakami Kijō

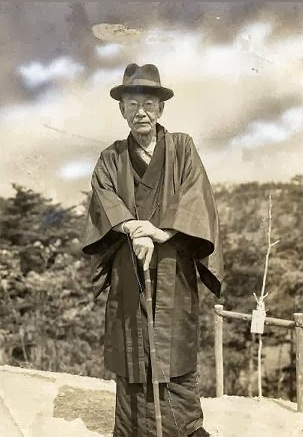
Murakami Kijō

Murakami Kijō (japanisch 村上 鬼城; * Keiō 1/5/17 (gregorianisch 10. Juni 1865) in Edo (heute: Tokio); † 17. September 1938) war ein japanischer Lyriker.

## Leben und Werk
Murakami Kijō wurde als Sohn eines Samurai geboren. Er verlor als Kind das Gehör und konnte daher keine Laufbahn im Militär- oder Staatsdienst einschlagen. Ab 1873 lebte er mit seiner Familie in Takasaki. Hier begann er Gedichte zu schreiben und wurde Schüler von Masaoka Shiki und Takahama Kyoshi.  Er schloss sich der Gruppe um Masaoka an und arbeitete an deren Haiku-Magazin Hototogisu mit, das Wert legte auf eine fotografisch genaue Beschreibung – Shasei (写生) – im Haiku.
Wegen seines mittellosen Lebens und seiner anrührenden Verse über Tiere und Insekten wurde er mit dem Haiku-Dichter Kobayashi Issa (1763–1828) verglichen. 1917 veröffentlichte er die Haikusammlung Kijō kushū. Posthum erschienen die beiden Gedichtbände Teihon Kijō kushū (1940) und Kijō haiku hairon-shū (1947).